# TV Patrol
TV Patrol es un noticiero filipino que se emite por ABS-CBN. Es el noticiero nocturno en idioma filipino de mayor tiempo al aire, desde su inicio el 2 de marzo de 1987.
Una variante específica de este programa se realiza en Criollo chabacano (lengua derivada del español) para la península de Zamboanga y zonas limítrofes y recibe el nombre de TV Patrol Chavacano.
El 1 de abril de 2018, el programa se filmó en formato de alta definición.

## Presentadores

### TV Patrol
- Noli de Castro
- Bernadette Sembrano
- Karen Dávila
- Alvin Elchico

### TV Patrol Weekend
- Alvin Elchico
- Zen Hernandez